# Noctua erosa
Noctua erosa là một loài bướm đêm trong họ Noctuidae.